# Bruno Baruzzi
Bruno Baruzzi (Imola, 28 ottobre 1919 – ...) è stato un calciatore italiano, di ruolo centrocampista.

## Carriera
Mediano, giocò in Serie A con Torino e Bari.